# Puerto Píritu
Pour l’article homonyme, voir Píritu.
Puerto Píritu est une localité du Venezuela, chef-lieu des municipalités de Fernando de Peñalver et de Píritu dans l'État d'Anzoátegui. En 2001, sa population est estimée à 11 000 habitants. Autour de la ville s'articulent les divisions territoriales et statistiques de Capitale Fernando de Peñalver et Capitale Píritu.

## Historique
Fondée en 1513 sous le nom de El Manjar, la ville conserve une riche patrimoine architectural colonial.